# Sigay
Sigay (Bayan ng Sigay) är en kommun i Filippinerna. Kommunen ligger på ön Luzon, och tillhör provinsen Södra Ilocos. Folkmängden uppgår till 2 375 invånare.
Sigay är indelat i 7 barangayer.